# Крило на синявица
„Крило на синявица“ (на немски: Der Flügel einer Blauracke) е акварел от германския художник, математик и изкуствовед Албрехт Дюрер от 1512 г.
Рисува крилото, използвайки за модел мъртъв екземпляр на синявица. Възможни са 2 дати за създаване на акварела – 1500 или 1512 г., макар че надделява предположението за 1512 г.
Нарисуван е с акварел върху пергамент и е с размери 19,6 x 20 cm. Около 1500 г. Албрехт Дюрер започва да рисува растения и животни. През 1528 г. публикува теоретична основа за създаване на произведения на изкуството, които представят природата. През 2013 г. картината „Крило на синявица“ е заменена от друга картина на Албрехт Дюрер в Националната художествена галерия във Вашингтон, САЩ
Акварелът е част от колекцията на Галерия Албертина във Виена, Австрия.